# Louis Leygue (homme politique)
Pour les articles homonymes, voir Louis Leygue et Leygue.
Louis Leygue, né le 11 juillet 1891 à Miradoux (Gers) et mort le 13 octobre 1979 à Miradoux, est un homme politique français.

## Détail des fonctions et des mandats
Mandat parlementaire
- 26 avril 1959 - 23 septembre 1962 : Sénateur du Gers